# Densetsu Kyojin Ideon
Space Runaway Ideon (яп. 伝説巨神イデオン Дэнсэцу Кёдзин Идэон, «Легендарный Бог-гигант Идеон») — аниме-сериал режиссёра Ёсиюки Томино, созданный на студии Nippon Sunrise. Транслировался по телеканалу TV Tokyo с 8 мая 1980 года по 30 января 1981 года. Ideon получил премию Animage за 1980 год. Изначально планировалось 43 серии, но из-за низких рейтингов выпуск отменили после 39 серии. По просьбам поклонников, Sunrise объединила 4 невышедших серии в полнометражный фильм Be Invoked, а остальные — в компиляцию Contact, которые были показаны вместе в 1982 году.

## Сюжет
Действие происходит в XXIV веке. Человечество колонизирует многие планеты. На планете Соло, в галактике Андромеды группа археологов находит груз с таинственными механизмами, оставленными неизвестной цивилизацией. Эти механизмы могут трансформироваться в меха-роботов Идеонов. Через 6 месяцев люди реставрируют машины и пытаются активировать роботов. Внезапно появляются представители инопланетной человеческой цивилизации, известные как Бафф. Карала, дочь военного командира Бафф, вместе с помощником Маяей совершает посадку на Соло, а корабль, следящий за ней, теряет из вида и решает, что на неё напали люди. Так Бафф объявляют войну человечеству. Молодой парень Космо Юки и его друзья: Каша Имхоф и Дек Афта начинают пилотировать три машины Идеона, чтобы защищать человечество. Бафф также хотят заполучить машины Идеона, которые они называют богами.

## Список персонажей
Юки Космо
Сэйю: Ёку Сиоя
Главный герой истории. Изначально жил на планете Соло вместе со своим отцом-археологом и после атаки бафф, начинает пилотировать робота Идео-Дельта. Несмотря на то, что периодически ссорится с Бесом, является высоко-уважаемым членом экипажа корабля. По мере развития сюжета, многие друзья Юки погибают и парень постепенно начинает впадать в безумие. Параллельно его ненависть к бафф только прогрессирует и в финальной битве он разрушает не только флотилию бафф, но и Идеона и Корабль Солу. После чего погибает и вместе с Кашой и Китти «отправляется в вечность».
Иордан Бес
Сэйю: Хидэюки Танака
Солдат, становится капитаном корабля Соло после атаки Клана бафф. Сначала в рамках эксперимента пилотировал Идео-Нову, но доверил кресло более молодым и талантливым пилотам. Несмотря на то, что часто ссорится с Космо и Шерил, является высокоуважаемым пилотом корабля Соло. Влюбляется практически сразу в Каралу, и та даже беременеет от него, но погибает до рождения ребёнка. Во время битвы остаётся последним выжившим в корабле и погибает вместе с разрушениям корабля. Воссоединяется с духом Каралы и его не родившегося сына, который ведёт их и иной мир.
Каша Имхоф
Сэйю: Фуюми Сирайси
Молодая девушка, которая жила на Соло и дружила с Космо. Оказывается быстро втянутой в новую войну и становится новым пилотом Идео-Бастера. Очень горячая и вспыльчивая, из-за чего нередко попадает в беду. Часто ссорится со взрослыми. Во время финальной битвы до смерти защищала Каралу. После смерти её дух вместе с Космо отправляется в вечность.
Шерил Формоза
Сэйю: Ю Иноуэ
Учёная, которая занималась изучением шестой цивилизации на планете Соло. В частности изучала таинственный источник энергии «Идэ», время от времени становится одержимой с своих исследованиях, из-за чего ссорится с остальными. После убийства её младшей сестры Лины, впала в депрессию и впоследствии в запой. При попытке освободить весь потенциал Идэ с помощью Пипер лу, погибает от ударной волны, которая разрывает Шерил вдребезги.
Дек Афта
Сэйю: Тацуя Мацуда
Мальчик, друг Космо и Каши. Приручил двухвостую белку. По мере развития сюжета, он доказывает, что может быть достойным пилотом и даже получил в управление Идеона. Как и остальные погибает в финальной битве.
Карала Адзиба
Сэйю: Кэйко Тода
Представительница расы бафф. Младшая дочь верховного главнокомандующего империи. После того, как она остаётся на Соло и люди узнают о её происхождении, её отправляют на корабль Соло в качестве заложника, но благодаря своей доброй природе, она сближается с членами корабля и тоже становится постоянным членом. После того, как об «измене» узнают бафф, они начинают презирать её, и особенно сестра Харулу. Позже влюбляется в Беса и беременеет от него. Её ребёнку предначертано стать новым мессией и ключом к управлению Идэ, а также главным ключом между перемирием людей и бафф. Однако погибает от рук сестры.
Гидзе Дзарал
Сэйю: Кадзуо Хаяси
Глава исследовательской экспедиции бафф, который открыл планету Соло. Долгое время проводил операцию по спасению Каралы. Также заинтересован в энергии Идэ, и впоследствии влюбился в Шерил. Впоследствии становится членом команды Соло. Погибает в 38 серии. И его дух вместе с Шерил уходит в вечность.
Харулу Адзиба
Сэйю: Ёко Асагами
Старшая сестра Каралы, фанатично преданная своему государству. Ведёт погоню за кораблём Соло и презирает Каралу за её «предательство». Когда узнаёт о беременности Каралы и роли её ребёнка, как мессии, лично проводит операцию по убийству Каралы. Погибает в финальной битве.
Доба Адзиба
Сэйю: Такко Исимори
Верховный главнокомандующий войск бафф. Отец Каралы и Харулу. Презирает Каралу за то, что она приняла сторону людей. Планировал заговор по свержению императора бафф — Хаделя Ганде. Однако заговор теряет смысл после того, как родная планета оказывается уничтоженной. Был убит в конце своими же воинами.

## Выпуск

### Аниме
Сериал впервые вышел в 1989 году на 8 VHS и LaserDisc от Pioneer LDC. В 1994 году появилось издание Victor Entertainment и Taki Corporation, состоявшее из 5 томов. В 1999 году продавались видеокассеты Aniplex. DVD выпускались в 2000, 2006 (13 дисков) и 2010 годах. Формат — 4:3, звук — японский Dolby Digital 2.0, система — NTSC, произведено только для региона 2. В 2011 году лейбл Flying Dog (Victor Entertainment) выпустил ограниченный тираж Blu-ray, соотношение сторон то же, а звук — LPCM 2.0. В 2013 году в продажу поступил комплект стоимостью 60 тысяч иен.
Мероприятие Ideon Night состоялось 7 августа 2010 года в Theatre Shinjuku в рамках Sunrise Festival, гостями выступили режиссёр Ёсиюки Томино, аниматор и дизайнер Томонори Когава, автор Mobile Suit Gundam Unicorn Харутоси Фукуи и критик Рёта Фудзицу в качестве модератора. Зрителям показывались фильмы Contact и Be Invoked. Билеты оказались распроданы, поэтому для желающих посмотреть была организована трансляция на Ustream. Когава сказал, что не будь «Идеона», он бы жил по-другому и не присутствовал на фестивале. Если люди не понимают Томино, то ничего не выйдет. По раскадровке нужно читать его чувства и размышления. Ни с одним другим режиссёром дизайнер так не работал. Томино заметил, что последний фильм находился на грани безумия, поэтому он не хотел сойти с ума. Единственное, за что следует благодарить — это аниме-воплощение, иначе могло быть хуже. Факт, что  Be Invoked в 2012 году исполняется 30 лет, является чудом. Для Фукуи по-прежнему хороша сцена разговора между Добой и Харулу, он стал писателем после знакомства с Ideon. В конце обсуждения Когава нарисовал на бумаге Китти Киттен и Космо Юки для поклонников в зале.
11 февраля 2019 года в кинотеатре Aeon Cinema во время Sanuki Takamatsu Festival прошёл показ фильмов Contact и Be Invoked. Гостями были Кацуюки Мотохиро и Ёсиюки Томино. Последний вышел после Contact и рассказал про трудности производства, о своих впечатлениях насчёт той работы («всё ужасно»). По его мнению, «Идеон» — слово, связывающее человеческие отношения. «Я думал, что это было замечательно». Тогда режиссёру нравился оккультизм. Психическое состояние на момент выхода фильмов было тяжёлым. Томино добавил, что способностей не хватило и стать Спилбергом не получилось. На фестивале Japan Expo 2019 во Франции он рассказал, что дизайн Идеона был готов ещё до запуска проекта. Спонсор не ожидал, что выпуск примет другой оборот. «Хороший урок для производителей: не делайте игрушки раньше сериала». Когава в интервью 2020 года заявил, что хотел сделать исчезнувшую цивилизацию похожей на фильм «Чужой». Кроме того, он недоволен внешним видом робота, в создании которого участия не принимал. В интервью 2024 года Томино подтвердил, что сила Идэ происходит из концепции Ид Фрейда. Когда он заканчивал Ideon, то не хотел, чтобы финал случился в ницшеанском мире. Поэтому в последней сцене присутствует полное уничтожение человечества без каких-либо оговорок во введении. «Меня часто критикуют за это, например: „Зачем вы показали, как маленькому ребёнку отрывают голову?“, — потому что без этого финал бы не сработал». Таким образом Ideon создан с целью изобразить абсолютную реальность того, что представляет собой идея войны.
В 2019 году Space Runaway Ideon был издан на Blu-ray в США компанией Maiden Japan в формате 1,33:1 и со звуком DTS-HD Master Audio 2.0. Первый легальный американский релиз включал сериал и два фильма. 39 серия имеет ограниченную кульминацию, а за две минуты до титров появляется рассказчик и расплывчато объясняет, чем бы всё закончилось, если бы было четыре дополнительных эпизода, которые изначально планировались. Contact является повтором уже показанного материала и пытается уместить 13 часов сюжета в 90 минут. Он может быть полезен, если когда-нибудь понадобится быстро освежить в памяти ключевые моменты перед просмотром Be Invoked, но и только. Второй фильм не избегает ограничений телевизионного оригинала и бюджета, однако задним числом делает выпуск лучше, изображая и доводя до крайности жестокую апатию войны во всех бессмысленных смертях и разрушениях. Такого рода коллекции являются «историческими артефактами», предназначенными для специфической аудитории, и то, что они вообще существуют, является достаточным плюсом для поклонников творчества Томино. Учитывая, что сериалу исполнилось 40 лет, звук и видео неидеальные, хотя цветовая градация заметно улучшена по сравнению с тем, что доступно на потоковом сервисе HIDIVE. Нишевая привлекательность всегда способствует ограниченной популярности. Для многих зрителей аниме XXI века Space Runaway Ideon слишком скучен и однообразен, чтобы захватить их воображение. Для тех, кого интересует небольшое, но заслуженное наследие в культурном сознании фэндома, комплект должен быть на полке.

### Компьютерные игры
Идеон появлялся только в двух выпусках известной серии — Super Robot Wars F Final (1998) и Super Robot Wars Alpha 3 (2005). Это связано с тем, что использование его безграничной мощи приводило к уничтожению целых карт и плохой концовке, где все умирали ужасной смертью.

### Кроссовер
В 1990 году в импринте Kadokawa Comics A была опубликована манга Mobile Suit Vs. Giant God of Legend: Gigantis' Counterattack, переизданная Nora Comics Deluxe в 1992 году, автором и художником выступил Юити Хасэгава. Здесь участвуют персонажи франшизы Gundam и Space Runaway Ideon. Амуро Рэй, Чар Азнабль и Дзюдо Ашта пытаются помешать остаткам Зиона использовать Идеона, который способен разрушить Вселенную.

### Музыка
Начальная композиция:
1. «Fukkatsu no Ideon» («Возрождение Идеона»), в исполнении Исао Таиры

Завершающая композиция:
1. «Cosmos ni Kimi to» («Космос с тобой»), в исполнении Кэйко Тоды

Композитором являлся Коити Сугияма. Аранжировка делалась вместе с Татио Акано, Дзюнъити Камиямой и Рэидзиро Короку. Слова к песням написал Ёсиюки Томино под псевдонимом Рин Иоги. Саундтрек выходил по частям с 1980 года на аудиокассетах, грампластинках и компакт-дисках. В 1983 году появилась обработка мелодий Такаси Годаи из цикла Digital Trip/Synthesizer Fantasy. В 2009 году King Records издала полную версию на 4 CD — Space Runaway Ideon Complete Music Collection. Туда вошли музыкальные композиции к сериалу (диск 1), фильмам Contact (диск 2), Be Invoked (диск 3), Symphony Ideon в исполнении Токийского филармонического оркестра (диск 4), а также 24-страничный буклет.

## Отзывы и критика
Хидэаки Анно в 1996 году назвал Space Runaway Ideon одним из своих любимых аниме, наряду с Mobile Suit Gundam и Space Battleship Yamato. На самом деле, он довольно часто говорил о влиянии «Идеона» на «Евангелион», поэтому не стало большим сюрпризом, когда Sunrise «назначила гроссмейстера Томино, чтобы свергнуть Анно», с его собственным концептуальным и высокобюджетным меха-сериалом, после Mobile Suit Victory Gundam. Томино как шоумен тоже активно обсуждал эту связь и обещал большие дела, заявляя, что Brain Powered дойдёт до «Евангелиона» и даже больше. Однако выпуск не оправдал ожиданий.
Ёсиюки Садамото сказал в интервью для ограниченного издания артбука «Der Mond» 1999 года, что сюжетная составляющая действительно похожа. Например, Nerv можно рассматривать как корабль Соло, сражающийся в одиночку как с человечеством, так и с кланом Бафф. Есть непонятные роботы, которые способны общаться только с детьми, склонны к берсерку и так далее. Не будет преувеличением, что если сложить Ideon и Devilman и разделить на два, то получится «Евангелион».
В 2010 году, на 30-летие сериала, Кэйко Тода отметила, что Ideon — ностальгия для тех, кто понимает. Иногда её называют Каралой. Актриса также любит петь песню «Cosmos ni Kimi to». Синъитиро Ватанабэ в интервью 2023 года рассказал, что когда учился в школе, то с удовольствием смотрел Gundam и Ideon, которые выпускала Sunrise. Позже он пришёл на работу именно в эту студию. В 2023 году сайт ITmedia провёл опрос 9 самых популярных работ Ёсиюки Томино помимо Gundam. В результате Ideon занял второе место.
Ёсиюки Томино создал Ideon в значительной степени как переделку популярного сериала Gundam, с более странным роботом, состоявшим из трёх частей (Sol-Amber, Sol-Vainer и Sol-Conver). Каждая из них могла быть самостоятельной боевой единицей (Ideo-Delta, Ideo-Nova, Ideo-Buster), а в целом мех оснащался большим количеством оружия, включая небольшую пушку, стрелявшую чёрными дырами. Любой поклонник назвал бы это серьёзным достижением, но мерчандайзинг Space Runaway Ideon никогда не приближался к уровню Gundam. В 1982 году последовали два фильма, показанные вместе. Первый являлся кратким изложением 1—32 серий, а второй — финалом, с дополнительными кадрами из отменённых 40—43 серий. Через пять лет распространение видеомагнитофонов сделало такие «фильмы» редкими и менее востребованными у зрителей. Позже достаточно вспомнить негодование, вызванное премьерой Neon Genesis Evangelion: Death & Rebirth, большая часть которого оказалась компиляцией телеэфира.
По мнению Otaku USA, было бы легко характеризовать Space Runaway Ideon как символический беспорядок. По сравнению с «Евангелионом», который с его точной проработкой персонажей, культовыми психоделическими образами и экстравагантным подходом к композиции кадров и сцен гарантирует, что история о надвигающемся апокалипсисе кажется актуальной даже четверть века спустя, Ideon кажется «выкопанным из какой-то докембрийской толщи». Структура настолько консервативна, что её можно описать как «ископаемую». Экипаж Соло убегает от преследователей только для того, чтобы победить их в последнюю минуту, выпустив заветного робота. Такое ощущение, что Томино был обижен на то, что ему приходилось расширять рамки оригинального Gundam за пределы тех серий, где Белая база постоянно уходила от Зиона, и видел в Ideon способ довести эту формулу до «безумно вселенской крайности». Драматические события скудны: попытка дезертирства Шерил Формозы, встреча Беса с родителями, после чего он оказывается перед военным трибуналом. Кульминация не подкреплена никакой повествовательной логикой. В отсутствие контроля студии Томино мог затянуть сюжет ещё больше. Дизайн персонажей Томонори Когавы выглядит так, что они собраны из научно-фантастических фильмов категории B конца 1970-х годов и противоречат представлениям арт-директора Мицуки Накамуры о космосе. Идеон напоминает «гигантскую гуманоидную пожарную машину». Второй фильм исправляет некоторые недостатки и показывает финал, печально известный жестокостью и пессимизмом. Вопрос в том, какой смысл смотреть 39 почти одинаковых серий, чтобы стать свидетелем графического обезглавливания детей, за которым следует вымирание всего живого во Вселенной? Даже нота искупления, которая предлагается в музыкальной сцене обнажённых душ героев, следующих за младенцем-херувимом к духовному возрождению, сбивает с толку. Это тяжёлая вещь, мрачная шутка, настолько ослепляющая, что зрители путают тьму со светом. Медленный темп похож на сознательное стилистическое решение — не путешествие, а движение по спирали к забвению. Команда Соло чувствует себя безнадёжно, просыпаясь каждое утро, чтобы занять посты в ожидании ещё одной неизбежной атаки, которая, несомненно, унесёт жизни нескольких медленно угасающих друзей, если не всех.
Нарастающее чувство страха хорошо сочетается с тёмной сущностью энергии Идэ. Здесь нет простой метафоры бесконечного разрушительного потенциала, как в Getter Robo. Идэ — своего рода универсальная злобная воля непонятного происхождения и стремлений, которые никто не способен постичь. Одни намёки подразумевают, что цивилизация, оставившая после себя Идеон, была поглощена Идэ, а другие, что число обречённых гораздо больше, за гранью человеческого понимания и ясного ответа. Единственное, что известно наверняка: оно глубоко перекликается с волей детей и ненавидит человеческие конфликты, а также спровоцировало войну между беженцами и кланом Бафф, атакуя их родные планеты метеоритами. Ужас в сериале не военный или психологический, а экзистенциальный: смерть — петля, затягивающаяся инопланетным палачом, с которым нельзя договориться или понять. Необходимость предостеречь современную аудиторию кажется упрощённым подходом, поскольку «Томино как алхимик случайно выковывает золото из шлака, следуя смутному пониманию и без того бессмысленной лженауки, чудесным образом наделяет Ideon своеобразным видением мира, иногда даже напоминающим гениальность». C идиосинкразической точки зрения, это позволяет увидеть незнакомые вещи в ином свете и обнажает абсурдность человеческого опыта.
THEM Anime поставил низкую оценку — одну из пяти звёзд. Когда дело доходило до просмотра старых аниме, никто из рецензентов сайта не относился к этому с особой опаской. Несмотря на разницу во вкусах, они не придавали слишком большого значения тому, можно ли считать сериал древним по сегодняшним меркам. Если он хороший, то и весь разговор. Ещё до просмотра было ясно, что Space Runaway Ideon станет чем-то «особенным». Но пройдёт много времени, прежде чем зазвучит тревожный сигнал. Из 39 серий около половины — глупая научная фантастика, которая старается быть «Макроссом». Один читатель напомнил, что Ideon на самом деле вышел примерно на два года раньше. У сериала действительно был некоторый потенциал. К сожалению, сюжет реализован очень плохо. Многие персонажи так и не вышли за рамки стереотипов: Космо — пилот-подросток, Дек — надоедливый напарник, Каша — крикливая девушка, Карала — инопланетянка, влюбившаяся во врага. Многие герои почти полностью забыты, за исключением некоторых сцен в более поздних сериях. С такими именами, как Бес, Карала, Рукуку, Маяя, Гуримаде Абадеде, Фард, Дек Афта и Китти Киттен, получилась теорема о бесконечных обезьянах. Даже меха назывались Догг Мак (со вторым пилотом П. Дидди) и Зигг Мак. Клан Бафф в основном состоит из подражателей Элвиса Пресли, если судить по причёске и одежде. В обычном случае их можно было считать антагонистами. Но с Идеоном, приводимым в действие таинственной энергией Идэ, в руках землян, у Бафф нет другого выбора, кроме как атаковать, потому что они самураи (и дипломатия, очевидно, не вариант, хотя сериал совершенно ясно показывает, что там нет Зентради, не знающих ничего, кроме войны). В первой половине показано одно столкновение за другим. Люди не могут избежать войн, и любые населённые планеты (в духе «Звёздного пути»), на которые прилетит Идеон, так или иначе будут втянуты в противостояние, часто с трагическим исходом. Затем, между 20 и 30 сериями, впечатление меняется. Именно так Space Runaway Ideon стал источником вдохновения для «Евангелиона». Список погибших начинает расти, включая известных персонажей, а не только безымянных. Не говоря уже о том, насколько тёмной и мрачной становится история. Лидеры одной планеты используют родителей Беса, пытаясь заставить его отдать Идеон своим военным силам.
Для «мощного робота», которого называют «богом-гигантом», Идеон определённо не выглядит могущественным, величественным и богоподобным. Он формировался из грузовиков, на голове находился мигающий козырёк, ускорители удобно располагались в подмышках, а главная пушка — в промежности. Потребовалось время, чтобы это выяснить, поскольку Идеон явно любит драки — ударять, бить и пинать вражеский корабль в болевые точки. Анимация неплохая, но устаревшая, чего и следовало ожидать от выпуска, снятого в начале 1980-х годов, особенно 39 серий, прежде чем закончились средства. Музыка негодная, со стилизованным вступлением «эй, товарищ», где Идеон пробивается вверх, а персонал совершает банальные прыжки и позы. Большинство музыкальных тем довольно легко забыть. Режиссёр недаром заработал себе прозвище «убей их всех». Достаточно сказать, что это болезненно в любой ситуации. Создатель говорит толпе, что «люди — отбросы вселенной». Война и смерти представлены не слишком жестоко, поэтому рейтинг PG-13. Также рекомендуются «Роботек», «Макросс», некоторые выпуски франшизы Gundam, «Вандред» и «Евангелион».